# Fuerte de San Diego
El fuerte de San Diego, es una fortificación marítima de traza española ubicada en el puerto de Acapulco, Guerrero, México. Fue construido en el siglo XVII con el fin de proteger al puerto de los ataques y saqueos de los piratas, siendo escenario también de episodios de la historia de México como la Independencia, la Segunda intervención francesa y la Revolución mexicana.
Es el monumento histórico cultural más relevante de la región y una de las fortalezas marítimas más importante de todo lo largo del océano Pacífico después del Real Felipe en el Perú y del sistema de fuertes de Valdivia en Chile. Cuenta con una traza geométrica en forma de pentágono o estrella de 5 picos. Alberga desde 1986 al Museo Histórico de Acapulco Fuerte de San Diego, actualmente bajo la administración del Instituto Nacional de Antropología e Historia, que comprende trece salas de exhibición.

## Historia
Durante el siglo XVI, distintos grupos de piratas y corsarios provenientes de los actuales países de Reino Unido y Países Bajos asediaron constantemente las costas de la entonces Nueva España con el fin de saquear pueblos y obtener tanto botines como agua y provisiones para sus acciones en altamar. Pero sobre todo, el botín más codiciado fue el Galeón de Manila, embarcación que en su viaje de vuelta de las Filipinas venía cargado con toneladas de artículos, muchos de ellos suntuosos.
En 1615, el Virreinato de la Nueva España, encabezado por entonces por Diego Fernández de Córdoba, alarmado por los ataques de los piratas y por el arribo del galeón de Manila a Acapulco, ordenó la construcción de un fuerte. El ingeniero militar de los Países Bajos españoles Adrián Boot, quien había intervenido en la edificación del Fuerte de San Juan de Ulúa, en Veracruz, hizo el proyecto y llevó a cabo la edificación. A los seis meses, se habían terminado los baluartes llamados Los Caballeros del Rey, El Príncipe y El Duque, correspondientes a la banda de tierra y sus lienzos. Estaban en construcción Los Caballeros de Guadalcázar, El Marqués y los terraplenes, cuando un terremoto afectó la obra. Se hicieron las reparaciones, la portada y el puente levadizo, así, dos años más tarde el fuerte quedó concluido. Se realizaron pruebas de artillería en las que las balas llegaban hasta la punta del grifo, cerrando con ellas el acceso a la bahía, contaba también con cuarteles, una casa para el castellano, la del condestable y una sala de armas. Otra estructura, el Fortín Álvarez, fue construido como polvorín y alojo de municiones para el fuerte, en la parte alta de Acapulco. 
En 1766 un terremoto causó ciertos daños al fuerte de San Diego y el ingeniero Miguel Constanzó propuso, en 1776, mejorar las defensas existentes. No obstante fue el ingeniero Ramón Panón quien diseñó un nuevo pentágono defensivo para rehacer el irregular existente y mejorar la fortaleza, cuya obra inició en 1778. Para 1783, la obra estaba concluida, teniendo capacidad para dos mil personas con víveres y agua potable para todo el año. Más tarde fue convento, hospital y cárcel. En la época fue renombrado a Fuerte de San Carlos para honrar a Carlos III, pero su nombre original permaneció entre la población.
Durante la Independencia, los rebeldes logran sitiar Acapulco, apoderándose de la plaza. Las fuerzas españolas se refugiaron en el Fuerte de San Diego, donde lograron resistir hasta el 16 de agosto de 1813, cuando se firmó un tratado de rendición entre José María Morelos y el comandante Pedro Antonio Vélez, defensor realista de la plaza de Acapulco. Sirvió de albergue a muchas familias y a los oficiales del ejército que lo resguardaban.
Recuperado de nuevo por los españoles en abril de 1814. Pasaría a ser parte del Primer Imperio Mexicano el 15 de octubre de 1821.
Desde 1949 fue convertido en museo, perteneciendo en distintos momentos al INAH, la SEP y el INBA. En 1980 volvió a la gestión del INAH para convertirse en un museo que incluye en sus exhibiciones aspectos históricos de su contexto, de la fortaleza y de los distintos episodios de la historia de México vividos en el edificio.

## Galería

Fuerte de San Diego
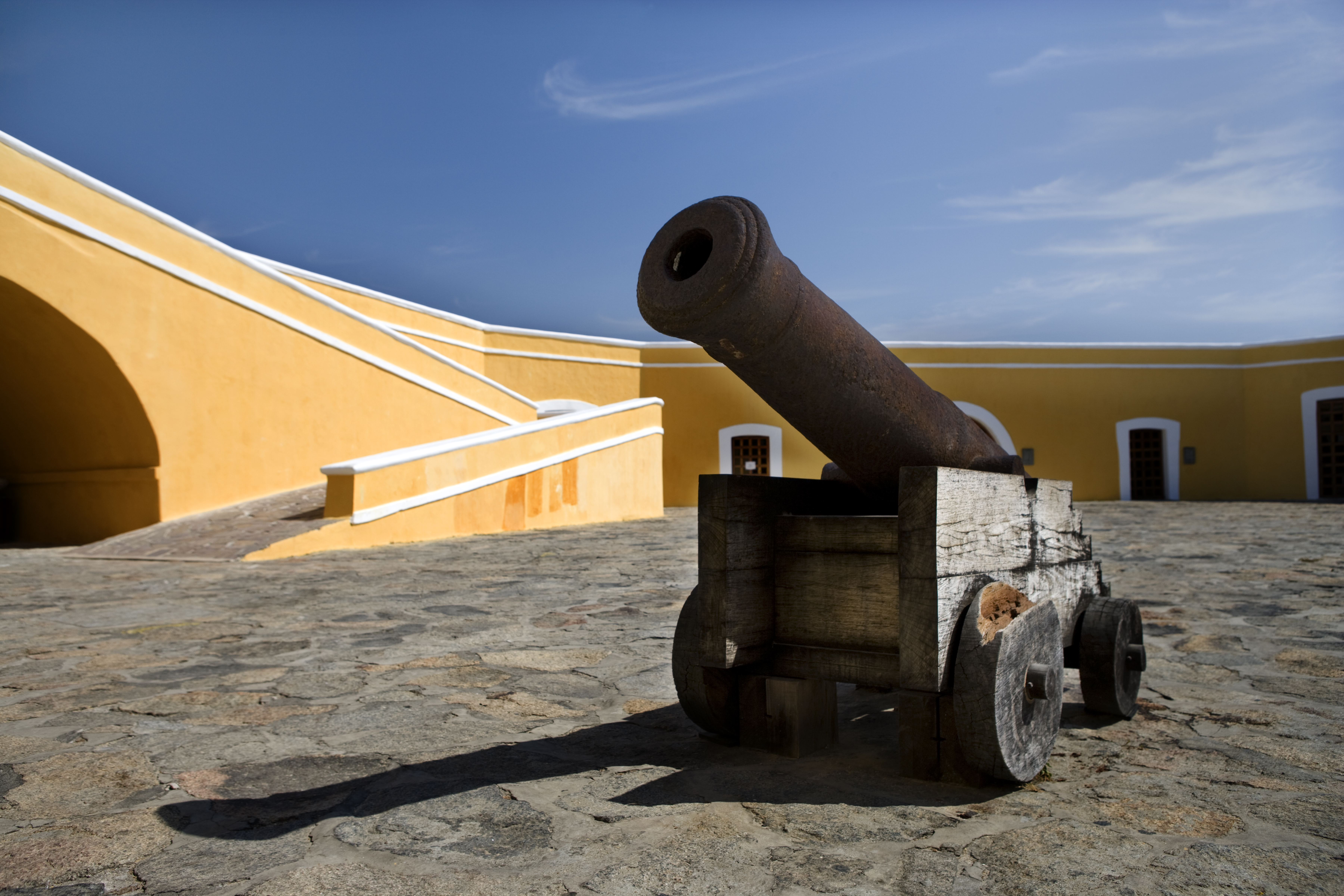
Cañón en el fuerte.
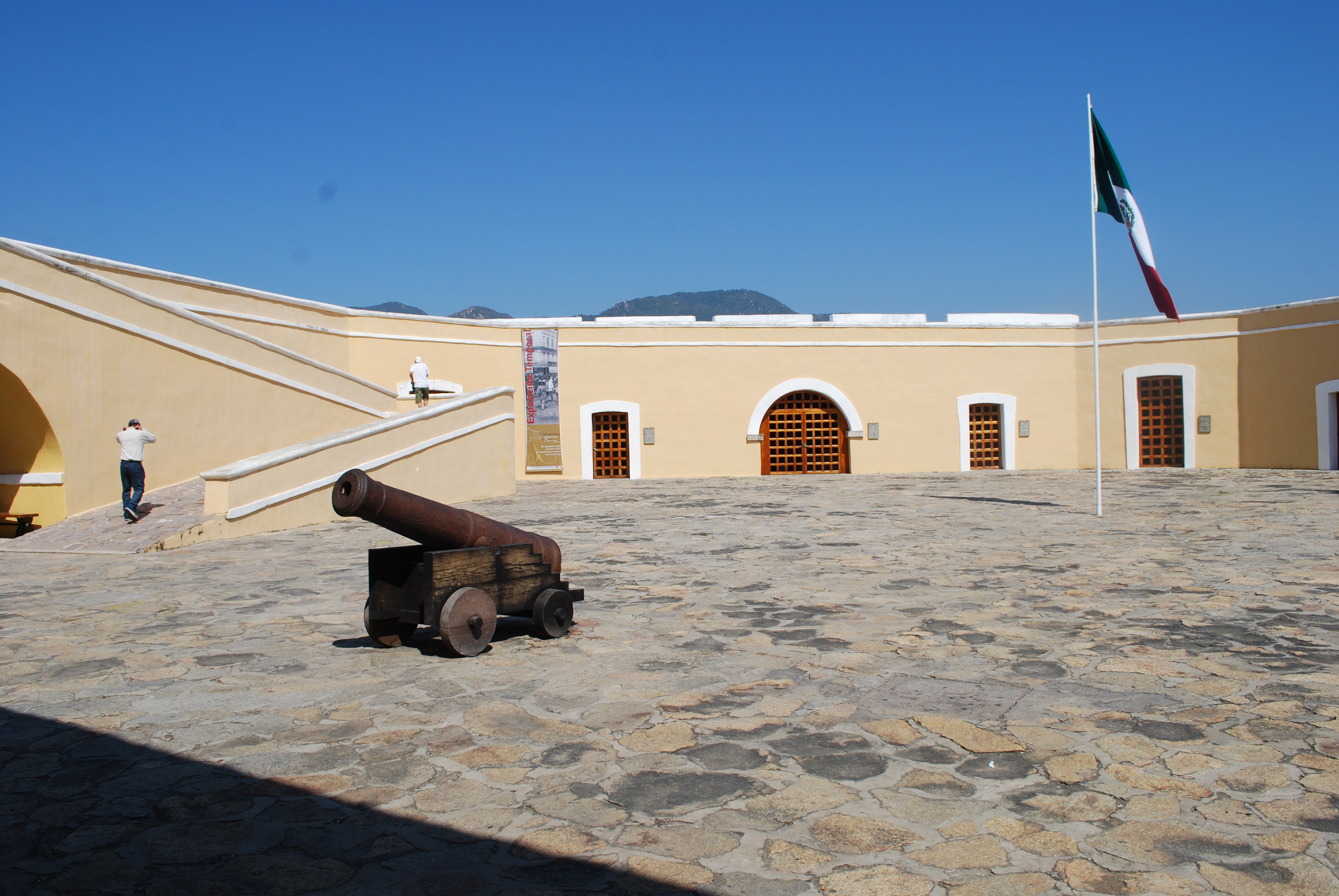
Plaza principal.
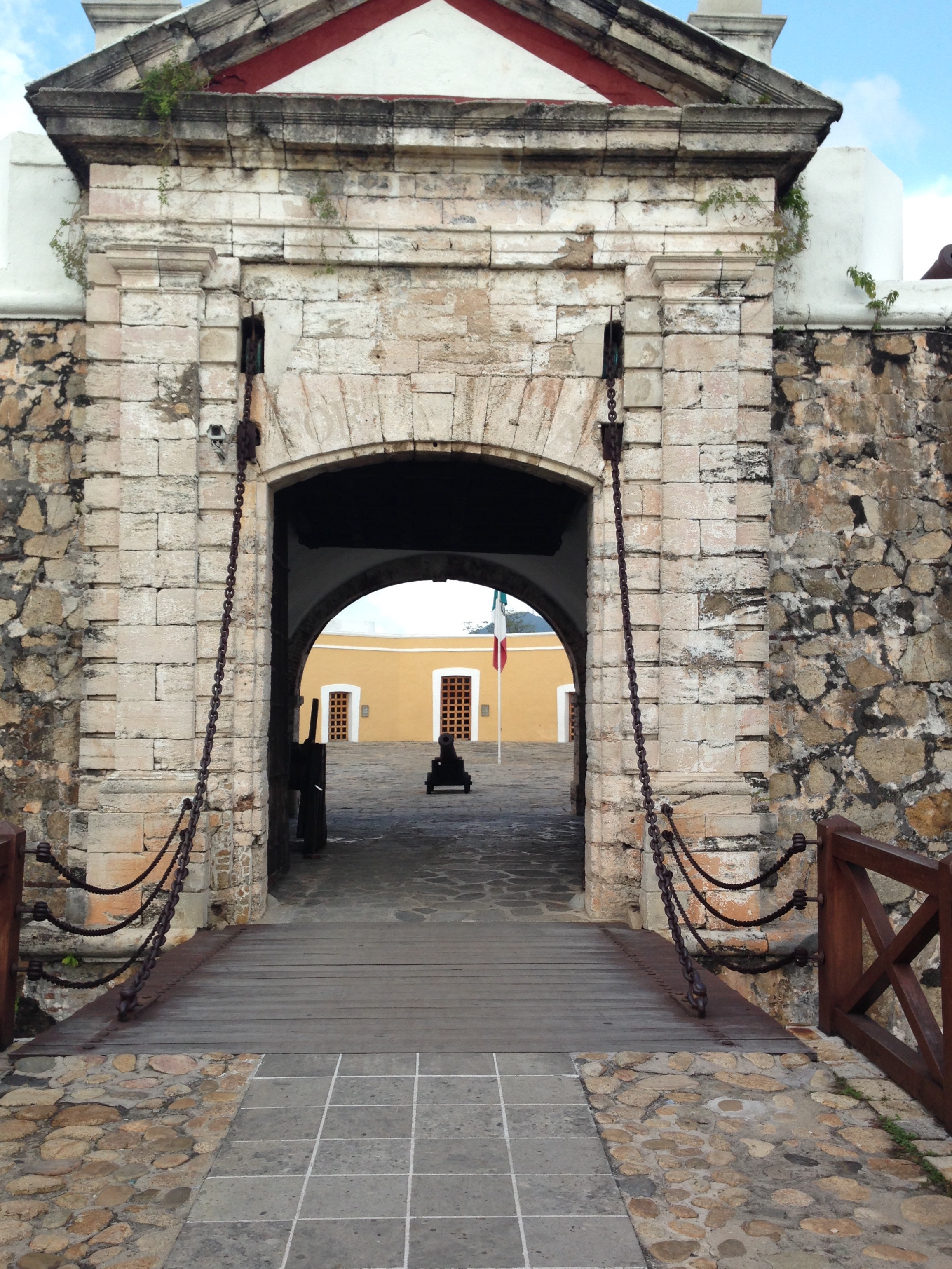
Entrada principal.
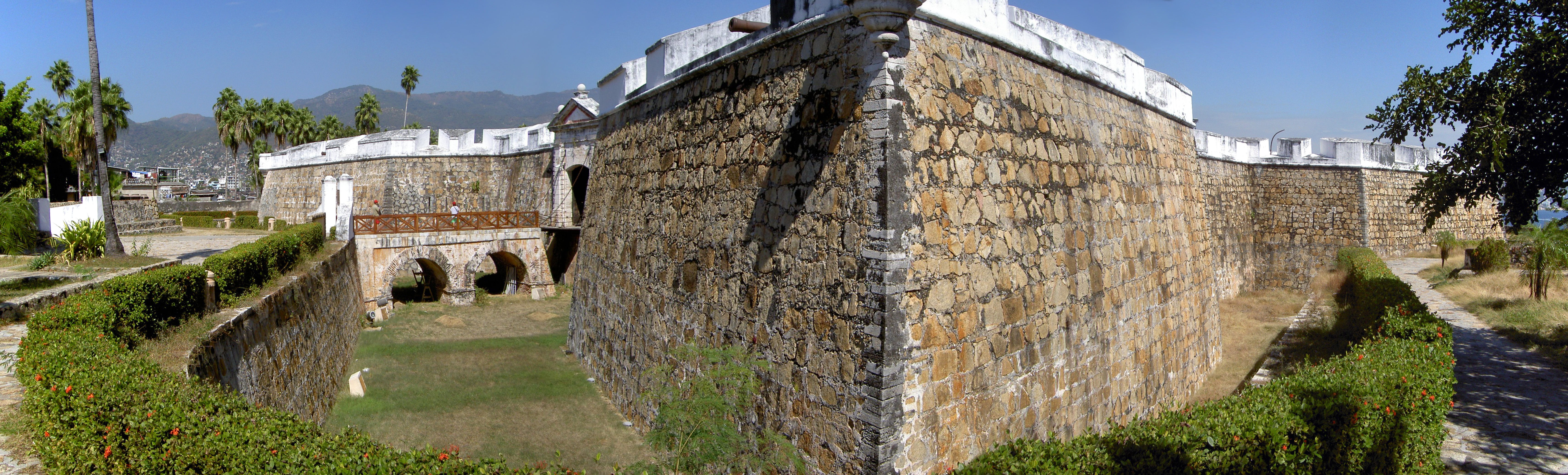
Panorama exterior del Fuerte de San Diego.